# Krasnaja Horka (rejon dzierżyński)
Krasnaja Horka (biał. Красная Горка; ros. Красная Горка, Krasnaja Gorka) – wieś na Białorusi, w obwodzie mińskim, w rejonie dzierżyńskim, w sielsowiecie Fanipol, nad Wiazynką i przy drodze republikańskiej R1.